# Nicole V. S. Ratzinger-Sakel
Nicole Vera Stephanie Ratzinger-Sakel (* 1. März 1981 in München) ist eine deutsche Wirtschaftswissenschaftlerin und Professorin für Betriebswirtschaftslehre (BWL). Sie ist Inhaberin der Professur für Wirtschaftsprüfung und Unternehmensrechnung am Institut für Wirtschaftsprüfung und Steuerwesen an der Fakultät für Betriebswirtschaft der Universität Hamburg.

## Leben
Ratzinger-Sakel, geborene Ratzinger, studierte von Oktober 2002 bis März 2008 an der Universität Ulm im Diplom-Studiengang Wirtschaftsmathematik und erlangte im Juni 2008 ihren Abschluss mit dem Diplom.
Von Mai 2008 bis Dezember 2010 war sie Doktorandin am Institut für Rechnungswesen und Wirtschaftsprüfung bei Kai-Uwe Marten an der Universität Ulm.
Im Dezember 2010 schloss Ratzinger-Sakel ihr Promotionsverfahren mit „summa cum laude“ ab.
Von Januar 2011 bis April 2015 fungierte sie als Wissenschaftliche Assistentin und Habilitandin am Institut für Rechnungswesen und Wirtschaftsprüfung bei Kai-Uwe Marten an der Universität Ulm.
Im April 2015 gelang Ratzinger-Sakel der Abschluss des Habilitationsverfahrens, und sie erhielt die Venia Legendi für Betriebswirtschaftslehre.
Von Januar 2012 bis Mai 2012 war sie Visiting Scholar an der Bentley University, Waltham, USA, auf Einladung von Jean Bedard, und sie gab dort die Lehrveranstaltung „Accounting Research and Policy Formulation“.
Von Oktober 2014 bis September 2015 übernahm Nicole Ratzinger-Sakel die Vertretung der Professur für Internationales Management, Rechnungslegung und Wirtschaftsprüfung an der Justus-Liebig-Universität Gießen (JLU).
Im Oktober 2015 folgte sie einem Ruf auf die W3-Professur für Wirtschaftsprüfung und Unternehmensrechnung an der Universität Hamburg.
Im Januar 2016 lehnte Ratzinger-Sakel einen Ruf auf die W3-Professur für Betriebswirtschaft, insbesondere Corporate Governance, Auditing and Accounting an der Ruhr-Universität Bochum ab.
Seit April 2016 ist sie Lehrstuhlinhaberin der W3-Professur für Wirtschaftsprüfung und Unternehmensrechnung an der Universität Hamburg.

## Mitgliedschaften
Nicole  Ratzinger-Sakel ist Mitglied folgender Organisationen und Institutionen:
- seit März 2012 Mitglied des Editorial Boards des New Accountant Journal, International Edition
- seit Juli 2016 Mitglied des Editorial Boards des Managerial Auditing Journal
- American Accounting Association
- European Accounting Association

## Gutachtertätigkeiten
Ratzinger-Sakel ist Gutachterin für nationale und internationale Fachzeitschriften, wie :
- European Accounting Review
- Auditing: A Journal of Practice & Theory
- International Journal of Auditing

## Forschungsschwerpunkte
Ihre Forschungsschwerpunkte umfassen die Prüfungsmarktforschung, insbesondere Prüfungs- und Nichtprüfungshonorare, die Rolle des Abschlussprüfers in verschiedenen Settings (u. a. Joint Audit), Unabhängigkeit sowie Berichtsverhalten des Abschlussprüfers, die Prüfungsqualitätsforschung sowie die Nachhaltigkeit und Integrated Reporting.

## Schriften (Auswahl)
- Prüfungs- und Nichtprüfungshonorare in Deutschland. Empirische Analysen kapitalmarktorientierter Unternehmen. 2010 (Zugleich: Universität Ulm, Dissertation, 2010).
- Aktuelle Fragestellungen in der Prüfungsmarktforschung, unter besonderer Berücksichtigung des Berichtsverhaltens und der Unabhängigkeit des Abschlussprüfers, der Prüfungsqualität und Joint Audits. 2014 (Zugleich: Universität Ulm, Habilitation, 2014).